# Пьетранджели, Антонио
Анто́нио Пьетра́нджели (итал. Antonio Pietrangeli; 19 января 1919, Рим — 12 июля 1968, Гаэта, Лацио) — итальянский кинорежиссёр, сценарист, актёр и кинокритик. Отец итальянского режиссёра и автора-исполнителя Паоло Пьетранджели.

## Биография
В 1942 году окончил Экспериментальный киноцентр в Риме. Начинал как кинокритик в журналах «Bianco e Nero» и «Cinema» (ит.). Был ассистентом режиссёра. Писал много сценариев, в частности, для Висконти («Одержимость»), Росселлини («Европа 51»), Латтуады («Волчица») и других, пока в 1953 году не дебютировал как режиссёр («Любовь за полвека»). Погиб во время съёмок очередного фильма.

## Избранная фильмография

### Режиссёр
- 1953 — Любовь за полвека / Amori di mezzo secolo (эпизод «1910»)
- 1953 — Солнце в глаза / Il sole negli occhi
- 1955 — Холостяк / Lo scapolo
- 1957 — Итальянский сувенир / Souvenir d'Italie
- 1958 — Рождённая в марте / Nata di marzo
- 1960 — Адуя и её товарки / Adua e le compagne
- 1961 — Призраки Рима / Fantasmi a Roma
- 1963 — Девушка из Пармы / La Parmigiana
- 1963 — Визит / La visita
- 1964 — Великолепный рогоносец / Il magnifico cornuto
- 1965 — Я её хорошо знал / Io la conoscevo bene
- 1966 — Феи / Le Fate (эпизод «Фея Марта»)
- 1969 — Как, когда и почему / Come, quando, perché

### Сценарист
- 1943 — Одержимость / Ossessione (по роману Джеймса Кейна «Почтальон звонит дважды», в титрах не указан)
- 1948 — Влюблённые без любви / Amanti senza amore
- 1948 — Утраченная молодость / Gioventù perduta
- 1948 — Земля дрожит / La terra trema
- 1949 — Фабиола / Fabiola
- 1949 — Жена не может ждать / La sposa non può attendere
- 1950 — Последние дни Помпеи / Gli ultimi giorni di Pompei (по роману Эдварда Бульвер-Литтона, в титрах не указан)
- 1950 — Две жены — это слишком много / Due mogli sono troppe (по собственному рассказу)
- 1951 — Последнее заседание / Ultimo incontro
- 1952 — Семь смертных грехов / I sette peccati capitali
- 1952 — Европа 51 / Europa '51 (в титрах не указан)
- 1952 — Толпа белых людей / La tratta delle bianche
- 1952 —  / Medico condotto
- 1953 —  / Il mondo le condanna
- 1953 — Волчица / La lupa (по рассказу Джованни Верги)
- 1953 — Любовь за полвека / Amori di mezzo secolo
- 1953 — Где свобода? / Dov'è la libertà...?
- 1953 —  / Rivalità (по собственному рассказу)
- 1953 — Солнце в глаза / Il sole negli occhi (по собственному рассказу)
- 1954 — Путешествие в Италию / Viaggio in Italia
- 1954 — Принцесса Канарская / La principessa delle Canarie
- 1955 — Холостяк / Lo scapolo
- 1957 — Итальянский сувенир / Souvenir d'Italie
- 1958 — Рождённая в марте / Nata di marzo
- 1960 — Адуя и её товарки / Adua e le compagne
- 1961 — Призраки Рима / Fantasmi a Roma
- 1961 — Конный карабинер / Il carabiniere a cavallo (по собственному рассказу)
- 1963 — Девушка из Пармы / La parmigiana
- 1964 — Посещение / La visita
- 1965 — Я её хорошо знал / Io la conoscevo bene
- 1969 — Как, когда и почему / Come, quando, perché

### Актёр
- 1952 — Европа 51 / Europa '51

## Награды
- 1958 — приз «Золотая гроздь» Давид ди Донателло
- 1964 — номинация на премию «Золотой Медведь» 14-го Берлинского международного кинофестиваля («Посещение»)
- 1964 — премия ФИПРЕССИ 14-го Берлинского международного кинофестиваля («Посещение»)
- 1965 — премия кинофестиваля в Локарно («Я её хорошо знал»)
- 1966 — премия «Серебряная лента» за лучшую режиссуру («Я её хорошо знал»)